# Hana-Rawhiti Maipi-Clarke
Hana-Rawhiti Kareariki Maipi-Clarke (2002) è una politica neozelandese di etnia maori.

## Biografia
È nata nel 2002 in una famiglia che ha vantato numerosi attivisti per i diritti maori tra cui Hana Te Hemara, Taitimu Maipi e Wi Katene, il primo maori membro del Consiglio esecutivo. Ha studiato presso la Te Wharekura o Rākaumangamanga di Huntly e a soli 17 anni ha pubblicato un libro intitolato Maahina, trattando il tema del calendario lunare maori (chiamato maramataka) dopo aver partecipato ad una lezione dell'astronomo Rangi Mātāmua sul Matariki. Sullo stesso argomento nel 2023 ha tenuto una lezione per i giocatori del club di rugby New Zealand Warriors.
Nel 2022 in occasione del 50° Te Wiki o te Reo Māori (lett. "settimana della lingua maori") ha tenuto un discorso in māori ai piedi del Palazzo del Parlamento di Wellington, attirando l'attenzione di diversi partiti politici che le avrebbero chiesto di unirsi a loro.
Nel 2023 ha annunciato la sua candidatura col Partito Māori, che aveva preso in considerazione anche la possibilità di candidare il padre Potaka Maipi, alle elezioni generali per la Camera dei rappresentanti per il distretto Hauraki-Waikato. Risultando eletta all'età di 21 anni è divenuta la seconda parlamentare più giovane nella storia del paese dopo James Stuart-Wortley, eletto nel 1853 all'età di 20 anni. Durante la campagna elettorale ha subito varie effrazioni in casa, che il suo partito ha indiicato come crimini di matrice politica.
Durante il suo primo discorso in parlamento si è esibita in una haka, danza tradizionale maori, per protestare contro una proposta di legge che minava i diritti della popolazione indigena. La scena ha destato un ampio scalpore mediatico, anche a livello internazionale, diventando virale sulle reti seciai.